# Schloss Einstein & Die Pfefferkörner – Auf Gangsterjagd
Schloss Einstein & Die Pfefferkörner – Auf Gangsterjagd ist eine Miniserie und ein Crossover der beiden am längsten laufenden deutschen Kinderserien Schloss Einstein und Die Pfefferkörner.

## Produktion
Die Dreharbeiten fanden vom 27. Oktober bis zum 8. November 2022 in Erfurt und Umgebung statt. Gedreht wurde unter anderem am Petersberg und im Museum für Thüringer Volkskunde.

## Besetzung

### AusSchloss Einstein
| Darsteller         | Rollenname           | Folgen |
| ------------------ | -------------------- | ------ |
| Matilda Willigalla | Joyce Simon          | 1–7    |
| Clara Jaschob      | Io Pück              | 1–7    |
| Julie Marienfeld   | Nesrin Schulze       | 2–7    |
| Matti Schneider    | Marlon Beck          | 3–7    |
| Niels Krommes      | Heinz Sirius Pasulke | 3–7    |
| Anna Steinhardt    | Paulina Pasulke      | 3–7    |

### AusDie Pfefferkörner
| Darsteller      | Rollenname          | Folgen |
| --------------- | ------------------- | ------ |
| Luna Winter     | Louise „Lou“ Flynt  | 1–7    |
| Kleon Sylvester | Rafael „Rafa“ Celik | 1–7    |
| Cihan Can       | Milan Celik         | 1–5, 7 |

### Weitere
| Darsteller          | Rollenname       | Folgen  |
| ------------------- | ---------------- | ------- |
| Meggie Alisa Aubele | Leah             | 1–7     |
| Jan Tsien Beller    | Tom              | 1–7     |
| Gamze Senol         | Tanta Yagmur     | 1, 2, 7 |
| Géraldine Raths     | Frau Nowak       | 2, 3    |
| Zeyin Aly           | Titus Baumgarten | 2       |

Amelie Rafolt Gomes, welche Finja Freytag bei Schloss Einstein gespielt hat, spricht die Hörfilmfassung für Blinde und Sehbehinderte.

## Episodenliste
| Nr. | Originaltitel | Erstausstrahlung | Länge     |
| --- | ------------- | ---------------- | --------- |
| 1   | Folge 1       | 24. März 2023    | 7 Minuten |
| 2   | Folge 2       | 24. März 2023    | 7 Minuten |
| 3   | Folge 3       | 24. März 2023    | 6 Minuten |
| 4   | Folge 4       | 24. März 2023    | 9 Minuten |
| 5   | Folge 5       | 24. März 2023    | 7 Minuten |
| 6   | Folge 6       | 24. März 2023    | 5 Minuten |
| 7   | Folge 7       | 24. März 2023    | 8 Minuten |

## Ausstrahlung
Die Erstausstrahlung erfolgte am Freitag, den 24. März 2023 um 19:30 Uhr im KiKA, auf dem Sendeplatz Lollywood. Das Erste hat die Serie am Samstag, den 29. April 2023 um 9:00 Uhr, als Zweiteiler wiederholt.